# Pindray
Pindray är en kommun i departementet Vienne i regionen Nouvelle-Aquitaine i västra Frankrike. Kommunen ligger i kantonen Montmorillon som tillhör arrondissementet Montmorillon. År 2022 hade Pindray 248 invånare.

## Befolkningsutveckling
Antalet invånare i kommunen Pindray
| Referens: INSEE |